# Landkreis Celle
Der Landkreis Celle ist ein Landkreis in der östlichen Mitte Niedersachsens.

## Geographie

### Lage
Der Landkreis ist Teil des Lüneburgischen Landschaftsverbands. Die Aller durchquert als größtes Fließgewässer den südlichen Teil des Landkreises.

### Nachbarkreise
Der Landkreis Celle grenzt im Uhrzeigersinn, im Nordwesten beginnend, an die Landkreise Heidekreis, Uelzen, Gifhorn und die Region Hannover; (Karte).

## Geschichte
Der Landkreis Celle wurde am 1. April 1885 im Rahmen der Bildung von Landkreisen in der Provinz Hannover aus den alten Ämtern Celle und Bergen sowie den Orten Bröckel, Wiedenrode, Bohlenbruch, Langlingen, Hohnebostel, Fernhavekost, Neuhaus und Nienhof des Amtes Meinersen gebildet. Verwaltungssitz wurde die Stadt Celle, die kreisfrei blieb, bis sie im Zuge der Gebietsreform in Niedersachsen 1973 in den Landkreis eingegliedert wurde.
Ein größeres Gebiet im Westen des Landkreises wurde in den 1930er Jahren in den Truppenübungsplatz Bergen einbezogen und vorübergehend in den Landkreis Fallingbostel umgegliedert. Nach dem Zweiten Weltkrieg kehrte dieses Gebiet in den Landkreis Celle zurück, in dem es heute den gemeindefreien Bezirk Lohheide bildet. Durch zahlreiche Gemeindefusionen im Rahmen der Gebietsreform in Niedersachsen wurde von 1968 bis 1974 die Zahl der Gemeinden des Kreises deutlich reduziert. Am 1. März 1974 wechselten die Gemeinden Hahnenhorn, Pollhöfen und Ummern in den Landkreis Gifhorn.
Der Kreis war Teil des Regierungsbezirks Lüneburg, bis letzterer am 31. Dezember 2004 aufgelöst wurde.
Zum 1. Januar 2014 wurde die Samtgemeinde Eschede in die Einheitsgemeinde Eschede überführt.
Zum 1. Januar 2015 fusionierten die Gemeinden Hermannsburg und Unterlüß zur neuen Gemeinde Südheide.

### Einwohnerstatistik

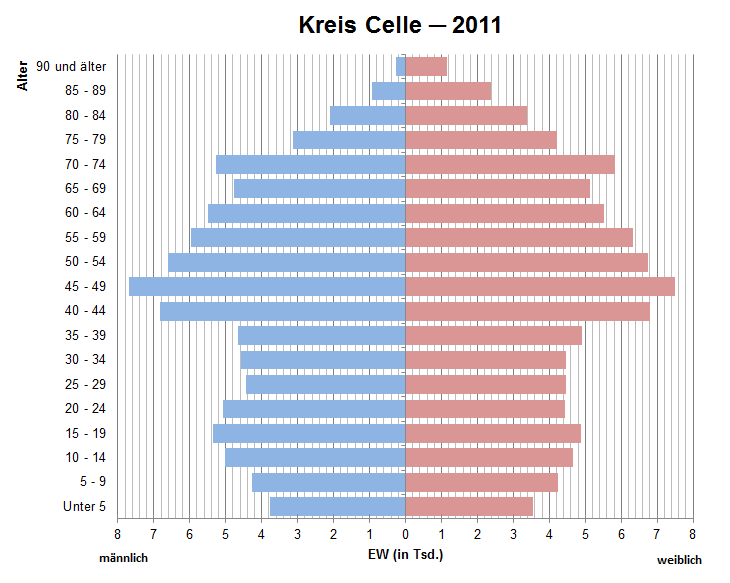
Bevölkerungspyramide für den Kreis Celle (Datenquelle: Zensus 2011.)

Der Eintritt der Stadt Celle in den Landkreis am 1. Januar 1973 führte zu einer deutlichen Steigerung der Bevölkerungszahl.
| Jahr | Einwohner | Quelle |
| ---- | --------- | ------ |
| 1884 | 29.533    | [ 6 ]  |
| 1890 | 29.661    | [ 7 ]  |
| 1900 | 31.577    | [ 7 ]  |
| 1910 | 39.290    | [ 7 ]  |
| 1925 | 45.987    | [ 7 ]  |
| 1939 | 52.305    | [ 7 ]  |
| 1950 | 101.655   | [ 7 ]  |
| 1960 | 94.100    | [ 7 ]  |
| 1970 | 104.900   | [ 8 ]  |
| 1980 | 165.300   | [ 9 ]  |
| 1990 | 169.734   | [ 10 ] |
| 2000 | 181.792   | [ 10 ] |
| 2010 | 178.528   | [ 10 ] |
| 2020 | 179.386   | [ 10 ] |

### Konfessionsstatistik
Laut dem Zensus 2011 waren 56,2 % der Einwohner im Landkreis Celle evangelisch, 8,0 % (14.158) römisch-katholisch und 35,8 % waren konfessionslos, gehörten einer anderen Glaubensgemeinschaft an oder machten keine Angabe. Der Anteil der Protestanten und Katholiken am Gesamtbevölkerung ist seitdem mit 1 % jährlich gesunken. Gemäß dem Zensus 2022 waren (2022) 45,8 % der Einwohner evangelisch, 7,1 % katholisch und 47,0 % konfessionslos, gehörten einer anderen Glaubensgemeinschaft an oder machten keine Angabe.
Das Gebiet des Landkreises Celle gehört zu den evangelisch-lutherischen Kirchenkreisen Celle und Soltau und zum römisch-katholischen Bistum Hildesheim.

## Politik

### Kreistag
Der Kreistag des Landkreises Celle besteht aktuell aus 58 Ratsfrauen und Ratsherren. Dies ist die gemäß § 46 NKomVG festgelegte Anzahl für einen Landkreis mit einer Einwohnerzahl zwischen 175.001 und 200.000. Stimmberechtigt im Kreistag ist außerdem der hauptamtliche Landrat.
Die Ratsmitglieder werden für jeweils fünf Jahre gewählt.
Der Kreistag setzt sich wie folgt zusammen:
- Linke: 1
- PARTEI: 1
- SPD: 14
- Grüne: 8
- Unabh.: 1
- FDP: 5
- WG Lk: 2
- CDU: 20
- CDW: 1
- Basis: 1
- AfD: 4

| Parteien und Wählergemeinschaften | Parteien und Wählergemeinschaften                             | Prozent 2021 | Sitze 2021 | Prozent 2016 | Sitze 2016 | Prozent 2011 | Sitze 2011 | Prozent 2006 | Sitze 2006 |
| CDU                               | Christlich Demokratische Union Deutschlands                   | 34,4         | 20         | 37,7         | 22         | 41,1         | 24         | 45,0         | 26         |
| SPD                               | Sozialdemokratische Partei Deutschlands                       | 23,8         | 14         | 26,6         | 16         | 30,6         | 18         | 30,4         | 17         |
| Grüne                             | Bündnis 90/Die Grünen                                         | 12,9         | 8          | 8,4          | 5          | 12,1         | 7          | 7,0          | 4          |
| FDP                               | Freie Demokratische Partei                                    | 7,8          | 5          | 5,5          | 3          | 4,5          | 3          | 9,8          | 6          |
| AfD                               | Alternative für Deutschland                                   | 7,3          | 4          | 10,8         | 6          |              |            |              |            |
| WG Lk                             | Wählergemeinschaft Landkreis                                  | 4,2          | 2          | 5,1          | 3          | 8,4          | 5          | 4,6          | 3          |
| UNABHÄNGIGE                       | DIE UNABHÄNGIGEN – Bürger für Celle e. V.                     | 2,3          | 1          | 2,0          | 1          |              |            |              |            |
| Linke                             | Die Linke                                                     | 2,1          | 1          | 2,0          | 1          | 2,3          | 1          |              |            |
| CDW                               | Christlich-Demokratische Wählergemeinschaft – Landkreis Celle | 1,6          | 1          |              |            |              |            |              |            |
| Die PARTEI                        | Die PARTEI                                                    | 1,5          | 1          | 1,6          | 1          |              |            |              |            |
| Basis                             | Basisdemokratische Partei Deutschland                         | 1,0          | 1          |              |            |              |            |              |            |
| SPB                               | Sozial-Patriotisches-Bündnis Landkreis Celle                  |              |            |              |            |              |            | 1,5          | 1          |
| BSG                               | Bündnis Soziale Gerechtigkeit                                 |              |            |              |            |              |            | 1,2          | 1          |
| Gesamt                            | Gesamt                                                        | 100          | 58         | 100          | 58         | 100          | 58         | 100          | 58         |
| Wahlbeteiligung                   | Wahlbeteiligung                                               | 56,9 %       | 56,9 %     | 50,9 %       | 50,9 %     | 48,0 %       | 48,0 %     | 54,0 %       | 54,0 %     |

letzte Kommunalwahl am 12. September 2021
Der Kreistag hat am 2. November 2021 die Kreiswahl für ungültig erklärt. Am 13. Februar 2022 wird in einigen Wahlbezirken von Celle-Neuenhäusen eine Wiederholungswahl stattfinden. Dirk-Ulrich Mende von der SPD wurde zum Kreistagsvorsitzenden gewählt.

### Landräte
- 1885–1894 Maximilian von Frank (seit 1879 Kreishauptmann)
- 1894–1899 Otto Georg von Bardeleben
- 1899–1919 Dietrich von Harlem
- 1919–1945 Wilhelm Heinichen
- 1945–1946 Hero Müller-Edzards (kommissarisch)
- 1946–1946 Edmund Rehwinkel (CDU)
- 1946–1953 Friedrich Stolte (NLP/DP)
- 1953–1954 Herbert Leinkauf (BHE)
- 1954–1955 August Lammers (FDP)
- 1955–1956 Herbert Leinkauf (DP)
- 1956–1957 Armin Hörmann (SPD)
- 1957–1961 August Lammers (FDP)
- 1961–1966 Otto Hasselmann (CDU)
- 1966–1991 Hubertus Bühmann (CDU)
- 1991–1998 Edzard Blanke (CDU)
- 1999–2021 Klaus Wiswe (CDU)
- seit 2021 Axel Flader (CDU)

### Wappen, Flagge und Dienstsiegel
Der Landkreis Celle erhielt durch das Preußische Staatsministerium am 24. August 1928 die Genehmigung, das nachstehend beschriebene Wappen zu führen.
Wappenbeschreibung
„In Gold ein rot gezungter blauer Löwe, zwischen dessen Vorderpranken ein rotes Herz schwebt.“
Das Gebiet mit der 1292 gegründeten Kreisstadt gehörte in der Hauptsache zum ältesten welfischen Allodial- und Lehensbesitz. Altencelle war seit der Mitte des 12. Jahrhunderts herzogliche Burg. Von 1371 bis 1705 spielte Celle als Residenz des Fürstentums Lüneburg eine bedeutende Rolle. Die jahrhundertelange Herrschaft der Herzöge von Celle-Lüneburg gab die Begründung für die Aufnahme ihres Löwen in das Kreiswappen, wobei von den roten Herzen, die seit dem Ende des 13. Jahrhunderts im Schild der Welfen vorkommen und aus dem dänischen Königswappen stammen, nur ein einziges als Beizeichen berücksichtigt wurde.
Flaggenbeschreibung
„Die Flagge des Landkreises ist gelb und zeigt die Symbole des Wappens.“
Dienstsiegel
Das Dienstsiegel enthält das Wappen und die Umschrift „Landkreis Celle“.

## Wirtschaft
Im Zukunftsatlas 2016 belegte der Landkreis Celle Platz 267 von 402 Landkreisen, Kommunalverbänden und kreisfreien Städten in Deutschland und zählt damit zu den Regionen mit „ausgeglichenem Chancen-Risiko Mix“.

## Gesundheitswesen
| Krankenhaus                                                                                                  | Sitz   | 2003 | 2004 | 2005 | 2006 | 2007 | 2008 | 2009 | 2010 | 2011      | 2012 | 2013 |
| --- | ------ | ---- | ---- | ---- | ---- | ---- | ---- | ---- | ---- | --------- | ---- | ---- |
| Allgemeines Krankenhaus Celle (AKH-Gruppe) seit 2010 mit Krankenhaus St. Josef-Stift                         | Celle  | 681  | 660  | 650  | 639  | 631  | 596  | 596  | 568  | 698 (606) | 678  |      |
| Krankenhaus St. Josef-Stift, ab 2005 zur AKH-Gruppe und 2010 Verschmelzung zum Allgemeinen Krankenhaus Celle | Celle  | 190  | 190  | 160  | 160  | 140  | 140  | 140  | 140  | (92)      |      |      |
| | Gesamt | 871  | 850  | 810  | 799  | 771  | 736  | 736  | 708  | 698       | 678  |      |

## Natur und Tierwelt

### Schutzgebiete
Im Landkreis befinden sich neben Landschaftsschutzgebieten und Naturdenkmalen 28 ausgewiesene Naturschutzgebiete (Stand Juli 2019).
Siehe auch:
- Liste der Naturschutzgebiete im Landkreis Celle
- Liste der Landschaftsschutzgebiete im Landkreis Celle
- Liste der Naturdenkmale im Landkreis Celle
- Liste der geschützten Landschaftsbestandteile im Landkreis Celle

Weite Teile des Landkreises sind Naturschutzgebiet, Landschaftsschutzgebiet, Vogelschutz- und FFH-Gebiet.

### Störche
Im Landkreis Celle befinden sich mehrere Weißstorch-Nester, die regelmäßig mit Storchenpaaren besetzt sind und in denen Jungstörche aufgezogen werden.
Anzahl der ausgeflogenen Jungen:
| Ort             | 2001 | 2002 | 2003 | 2004 | 2005 | 2006 | 2007 | 2008 | 2009 | 2010 | 2011 | 2012 | 2013 | 2014 | 2021 |
| --------------- | ---- | ---- | ---- | ---- | ---- | ---- | ---- | ---- | ---- | ---- | ---- | ---- | ---- | ---- | ---- |
| Adelheidsdorf   | –    | –    | –    | –    | –    | –    | –    | –    | –    | –    | –    | –    | -    | 0    | 1    |
| Ahnsbeck        | 3    | 3    | 1    | 2    | 2    | 3    | 0    | 0    | 0    | 0    | 0    | 0    | 0    | 0    | 2    |
| Altencelle-Burg | 2    | 2    | 2    | 2    | 3    | 2    | 1    | 2    | 2    | 2    | 3    | 4    | 0    | 0    | 0    |
| Bannetze        | –    | –    | –    | –    | –    | –    | –    | –    | –    | –    | –    | –    | -    | 1    | 0    |
| Bockelskamp     | –    | –    | –    | –    | –    | –    | –    | –    | –    | –    | –    | –    | -    | -    | 1    |
| Celle-Stadt     | 0    | 0    | 0    | 0    | 0    | 0    | 0    | 0    | 2    | 1    | 0    | 1    | 3    | 0    | 2    |
| Großmoor        | 3    | 4    | 4    | 0    | 4    | 0    | 1    | 2    | 0    | 4    | 3    | 1    | 2    | 3    | 2    |
| Hohne           | 2    | 0    | 1    | 4    | 3    | 1    | 0    | 3    | 2    | 3    | 2    | 1    | 0    | 1    | 4    |
| Hornbostel      | 0    | 4    | 2    | 3    | 2    | 3    | 2    | 2    | 2    | 3    | 4    | 2    | 3    | 0    | 2    |
| Jeversen        | 0    | 0    | 0    | 0    | 0    | 0    | 0    | 2    | 1    | 2    | 1    | 0    | 3    | 3    | 2    |
| Langlingen      | 0    | 4    | 3    | 2    | 0    | 0    | 4    | 3    | 1    | 3    | 4    | 1    | 1    | 1    | 5    |
| Nienhagen       | 2    | 1    | 2    | 5    | 2    | 3    | 2    | 0    | 1    | 2    | 2    | 1    | 2    | 0    | 3    |
| Oldau           | 0    | 0    | 0    | 0    | 0    | 0    | 0    | 0    | 0    | 0    | 0    | 0    | 1    | 0    | 2    |
| Thören          | 0    | 0    | 0    | 0    | 0    | 0    | 0    | 0    | 0    | 0    | 0    | 0    | 0    | 2    | -    |
| Wienhausen      | 2    | 0    | 0    | 3    | 0    | 3    | 3    | 3    | 2    | 2    | 0    | 3    | 4    | 0    | -    |
| Wathlingen      | –    | –    | –    | –    | –    | –    | –    | –    | –    | –    | –    | –    | -    | -    | 4    |
| Winsen          | 4    | 2    | 0    | 1    | 0    | 0    | 0    | 3    | 0    | 2    | 3    | 1    | 1    | 2    | 2    |
| Wolthausen      | –    | –    | –    | –    | –    | –    | –    | –    | –    | –    | –    | 1    | 2    | 1    | 1    |
| Insgesamt       | 18   | 20   | 15   | 22   | 16   | 15   | 13   | 20   | 13   | 24   | 22   | 16   | 22   | 14   | 33   |

## Gemeinden
(Einwohner am 31. Dezember 2024)
Einheitsgemeinden
| 1. Bergen, Stadt (12.991) 2. Celle, Kreisstadt, große selbständige Stadt (66.834) 3. Eschede (5443) 4. Faßberg (5890) | 1. Hambühren (10.208) 2. Südheide [Sitz: Hermannsburg] (11.182) 3. Wietze (7387) 4. Winsen (Aller) (12.711) |

Samtgemeinden mit ihren Mitgliedsgemeinden
* Sitz der Samtgemeindeverwaltung
| - 1. Samtgemeinde Flotwedel (11.281) 1. Bröckel (2006) 2. Eicklingen (3151) 3. Langlingen (2154) 4. Wienhausen* (3970) - 2. Samtgemeinde Lachendorf (12.329) 1. Ahnsbeck (1676) 2. Beedenbostel (961) 3. Eldingen (1970) 4. Hohne (1663) 5. Lachendorf* (6059) | - 3. Samtgemeinde Wathlingen (15.485) 1. Adelheidsdorf (2660) 2. Nienhagen (6420) 3. Wathlingen* (6405) |

gemeindefreier Bezirk
- Lohheide (708)

## Ehemalige Gemeinden
Die folgende Liste enthält alle ehemaligen Gemeinden, die jemals dem Landkreis Celle angehörten und alle Eingemeindungen.
| Gemeinde            | eingemeindet nach                | Datum der Eingemeindung | Anmerkung                                         |
| ------------------- | -------------------------------- | ----------------------- | ------------------------------------------------- |
| Altencelle          | Celle                            | 1. Januar 1973          |                                                   |
| Altenhagen          | Celle                            | 1. Januar 1973          |                                                   |
| Altensalzkoth       | Eversen                          | 1929                    |                                                   |
| Alvern              | Garßen                           | 1. Juli 1968            |                                                   |
| Bannetze            | Winsen (Aller)                   | 1. Februar 1971         |                                                   |
| Bargfeld            | Eldingen                         | 1. Januar 1973          |                                                   |
| Baven               | Hermannsburg                     | 1. Januar 1973          | ab 1. Januar 2015 Ortschaft der Gemeinde Südheide |
| Beckedorf           | Hermannsburg                     | 1. Januar 1973          | ab 1. Januar 2015 Ortschaft der Gemeinde Südheide |
| Becklingen          | Bergen                           | 1. Februar 1971         |                                                   |
| Belsen              | Bergen                           | 1. Februar 1971         |                                                   |
| Bleckmar            | Bergen                           | 1. Februar 1971         |                                                   |
| Bockelskamp         | Wienhausen                       | 1. Januar 1973          |                                                   |
| Bonstorf            | Hermannsburg                     | 1. Januar 1973          | ab 1. Januar 2015 Ortschaft der Gemeinde Südheide |
| Bostel              | Celle                            | 1. Januar 1973          |                                                   |
| Boye                | Celle                            | 1. Juli 1968            |                                                   |
| Bunkenburg          | Lachendorf                       | 1. Januar 1973          |                                                   |
| Burg                | Altencelle                       | 1. Juli 1964            |                                                   |
| Dalle               | Eschede                          | 1. Januar 1973          |                                                   |
| Diesten             | Bergen                           | 1. Januar 1973          |                                                   |
| Dohnsen             | Bergen                           | 1. Februar 1971         |                                                   |
| Endeholz            | Scharnhorst                      | 1. Januar 1973          |                                                   |
| Eversen             | Bergen                           | 1. Januar 1973          |                                                   |
| Fernhavekost        | Hohnebostel                      | 1929                    |                                                   |
| Feuerschützenbostel | Eversen                          | 1929                    |                                                   |
| Garßen              | Celle                            | 1. Januar 1973          |                                                   |
| Gockenholz          | Lachendorf                       | 1. Januar 1973          |                                                   |
| Groß Eicklingen     | Eicklingen                       | 1. Juli 1968            |                                                   |
| Grebshorn           | Eldingen                         | 1. Januar 1973          |                                                   |
| Groß Hehlen         | Celle                            | 1. Januar 1973          |                                                   |
| Großmoor            | Adelheidsdorf                    | 1. Januar 1973          |                                                   |
| Habighorst          | Eschede                          | 1. Januar 2014          |                                                   |
| Hagen               | Bergen                           | 1. Februar 1971         |                                                   |
| Hahnenhorn          | Müden (Aller), Landkreis Gifhorn | 1. März 1974            |                                                   |
| Hassel              | Bergen                           | 1. Januar 1973          |                                                   |
| Heese               | Eldingen                         | 1. Januar 1973          |                                                   |
| Helmerkamp          | Hohne                            | 1. Januar 1973          |                                                   |
| Hermannsburg        | Südheide                         | 1. Januar 2015          |                                                   |
| Höfer               | Eschede                          | 1. Januar 2014          |                                                   |
| Hohne bei Bergen    | Gutsbezirk Platz Bergen          | 1. August 1938          |                                                   |
| Hohnebostel         | Langlingen                       | 1. Januar 1973          |                                                   |
| Hohnhorst           | Eldingen                         | 1. Januar 1973          |                                                   |
| Hornbostel          | Wietze                           | 1. Januar 1973          |                                                   |
| Hustedt             | Celle                            | 1. Januar 1973          |                                                   |
| Jarnsen             | Lachendorf                       | 1. Januar 1973          |                                                   |
| Jeversen            | Wietze                           | 1. Januar 1973          |                                                   |
| Klein Eicklingen    | Eicklingen                       | 1. Juli 1968            |                                                   |
| Klein Hehlen        | Celle                            | 1939                    |                                                   |
| Kragen              | Scharnhorst                      | 1. Januar 1973          |                                                   |
| Lachtehausen        | Celle                            | 1. Januar 1973          |                                                   |
| Lohe                | Dalle                            | 1929                    |                                                   |
| Lutterloh           | Unterlüß                         | 1. Januar 1973          | ab 1. Januar 2015 Ortschaft der Gemeinde Südheide |
| Luttern             | Eldingen                         | 1. Januar 1973          |                                                   |
| Marwede             | Scharnhorst                      | 1. Januar 1973          |                                                   |
| Meißendorf          | Winsen (Aller)                   | 1. Februar 1971         |                                                   |
| Metzingen           | Eldingen                         | 1. Januar 1973          |                                                   |
| Müden (Örtze)       | Faßberg                          | 1. Januar 1977          |                                                   |
| Neuhaus             | Langlingen                       | 1929                    |                                                   |
| Neuwinsen           | Südwinsen                        | 1929                    |                                                   |
| Nienhof             | Langlingen                       | 1. Juli 1968            |                                                   |
| Nindorf             | Bergen                           | 1. Januar 1973          |                                                   |
| Nordburg            | Wienhausen                       | 1. Januar 1973          |                                                   |
| Offen               | Bergen                           | 1. Februar 1971         |                                                   |
| Offensen            | Wienhausen                       | 1. Januar 1973          |                                                   |
| Ohe                 | Höfer                            | 1929                    |                                                   |
| Oldau               | Hambühren                        | 1. Januar 1970          |                                                   |
| Oldendorf           | Hermannsburg                     | 1. Januar 1973          | ab 1. Januar 2015 Ortschaft der Gemeinde Südheide |
| Oppershausen        | Wienhausen                       | 1. Januar 1973          |                                                   |
| Osterloh            | Altencelle                       | 1929                    |                                                   |
| Poitzen             | Faßberg                          | 1. Januar 1977          |                                                   |
| Pollhöfen           | Ummern                           | 1. März 1974            |                                                   |
| Rebberlah           | Eschede                          | 1. Januar 1973          |                                                   |
| Sandlingen          | Eicklingen                       | 1. Juli 1968            |                                                   |
| Scharnhorst         | Eschede                          | 1. Januar 2014          |                                                   |
| Scheuen             | Celle                            | 1. Januar 1973          |                                                   |
| Schmarbeck          | Poitzen                          | 1. Januar 1973          |                                                   |
| Schwachhausen       | Offensen                         | 1. Januar 1929          |                                                   |
| Siedenholz          |                                  |                         | 1910 Umbenennung in Unterlüß                      |
| Spechtshorn         | Hohne                            | 1. Januar 1973          |                                                   |
| Starkshorn          | Eschede                          | 1. Januar 1973          |                                                   |
| Stedden             | Winsen (Aller)                   | 1. Februar 1971         |                                                   |
| Steinförde          | Wietze                           | 1929                    |                                                   |
| Südwinsen           | Winsen (Aller)                   | 1. Februar 1971         |                                                   |
| Sülze               | Bergen                           | 1. Januar 1973          |                                                   |
| Thören              | Winsen (Aller)                   | 1. Februar 1971         |                                                   |
| Ummern              |                                  |                         | ab 1. März 1974 Landkreis Gifhorn                 |
| Unterlüß            | Südheide                         | 1. Januar 2015          |                                                   |
| Vorwerk             | Celle                            | 1. Mai 1961             |                                                   |
| Walle               | Winsen (Aller)                   | 1. Februar 1971         |                                                   |
| Wardböhmen          | Bergen                           | 1. Februar 1971         |                                                   |
| Weesen              | Hermannsburg                     | 1. Januar 1973          | ab 1. Januar 2015 Ortschaft der Gemeinde Südheide |
| Westercelle         | Celle                            | 1. Januar 1973          |                                                   |
| Weyhausen           | Eschede                          | 1. Januar 1973          |                                                   |
| Wieckenberg         | Wietze                           | 1. Januar 1973          |                                                   |
| Wiedenrode          | Langlingen                       | 1. Juli 1968            |                                                   |
| Wittbeck            | Wolthausen                       | 1929                    |                                                   |
| Wohlenrode          | Eldingen                         | 1. Januar 1973          |                                                   |
| Wolthausen          | Winsen (Aller)                   | 1. Februar 1971         |                                                   |

## Kfz-Kennzeichen
Am 1. Juli 1956 wurde dem Landkreis bei der Einführung der bis heute gültigen Kfz-Kennzeichen das Unterscheidungszeichen CE zugewiesen. Es wird durchgängig bis heute ausgegeben.

## Beteiligungen
Der Kreis ist Gesellschafter der PD – Berater der öffentlichen Hand.